# クティナ
クティナ (クロアチア語: Kutina) はクロアチア中央部・シサク＝モスラヴィナ郡にある小都市で人口は2001年現在、市本体で14,814人、基礎自治体全体では24,597人である。クティナが最初に文献に記されたのは1256年である。
クティナは地域の工業の中心で、石油化学工業のペトロケミヤ (Petrokemija d.d) や電気部品製造のSELK d.d.などの企業が立地している他、多様な企業家も有する。また、新聞、ラジオ、テレビなど地域のマスメディアの拠点にもなっている。クティナは工業の拠点としてだけでなく、ロニスコ・ポリェ国立自然公園などの豊かな自然や、バロック式教会であるcrkva Majke Božije Snježne、トリェムと呼ばれている古い木造住居、モスラヴィナの丘にある中世の街跡などの観光資源にも恵まれている。特別な魅力としてある、モスラヴィアワインの道はクロアチアや地域の伝統的なワインŠkrletを訪問者は味わうことが出来る。

## 出身者
- ドゥブラヴカ・ウグレシィチ - 作家